# Globalcaja
Globalcaja es el nombre comercial bajo el que opera la Caja Rural de Albacete, Ciudad Real y Cuenca, S.C.C., entidad financiera de la comunidad autónoma de Castilla-La Mancha (España). Tiene su sede central en la ciudad de Albacete.
Globalcaja es el resultado de la fusión, en el año 2011, de las Cajas Rurales de Albacete, Ciudad Real, Cuenca y La Roda. Posteriormente, en 2014, adquirió la Caja Rural de Mota del Cuervo.
Es la mayor entidad financiera de Castilla-La Mancha tanto en tamaño como en beneficios. Además, es la segunda Caja Rural de España por beneficios y la quinta por activos. Su primer presidente fue Higinio Olivares. En la actualidad ocupa el cargo Carlos de la Sierra.
Cuenta con tres fundaciones (obra social).